# Silverfish Bay
Die Silverfish Bay (englisch für ‚Silberfischbucht‘) ist eine grob dreieckige Bucht an der Scott-Küste des ostantarktischen Viktorialands. Sie liegt in der Terra Nova Bay. Ihre Küstenlinie verläuft von der Spitze der Campbell-Gletscherzunge über den Shield Nunatak bis zum Oscar Point.
Das New Zealand Geographic Board benannte sie 2006 nach den hier in großer Zahl gefundenen Eiern des Antarktischen Silberfischs (Pleuragramma antarcticum).